# Musée d'Óbuda
Le musée d'Óbuda (en hongrois : Óbudai Múzeum) est un musée situé dans le 3e arrondissement de Budapest. 